# Stazione di Schwarzer Bären
La stazione di Schwarzer Bären (in tedesco Bahnhof Schwarzer Bären) è una stazione ferroviaria nel comune svizzero di San Gallo sulla linea San Gallo-Trogen, facente parte della ferrovia Appenzello-San Gallo-Trogen.

## Storia
La stazione fu attivata il 10 luglio 1903, in occasione dell'apertura della ferrovia San Gallo-Trogen.

## Strutture e impianti
La stazione dispone di due binari dotati di marciapiede per il servizio passeggeri. È dotata di una piccola pensilina.

## Movimento
La stazione è servita da treni a cadenza semioraria sulla relazione Appenzello - Trogen (linea S21 della rete celere di San Gallo),  da alcuni treni alle ore di punta per San Gallo,Gais, Teufen o Trogen (linea S22 della rete celere di San Gallo) e da 2 ulteriori coppie di treni giornaliere sulla relazione Appenzello - Trogen (linea S20 della rete celere di San Gallo). Per tutte le linee, è una fermata a richiesta.

## Servizi
Nella stazione sono presenti:
- Sala d'attesa
- Biglietteria automatica

## Interscambi
- Fermata autobus (linea notturna B21)[3]